# Олеська сільська рада
Олеська сільська рада — колишня адміністративно-територіальна одиниця та орган місцевого самоврядування в Любомльському районі Волинської області (Україна) з адміністративним центром у селі Олеськ.
Припинила існування 19 травня 2017 року в зв'язку з об'єднанням в Вишнівську сільську територіальну громаду Любомльського району Волинської області. Натомість утворено Олеський старостинський округ при Вишнівській сільській громаді.

## Загальні відомості
Водоймища на території, підпорядкованій даній раді: річка Неретва.

## Населені пункти
Сільській раді були підпорядковані населені пункти:
- с. Олеськ
- с. Глинянка

## Склад ради
Рада складалась з 12 депутатів та голови.

### Керівний склад ради
| ПІБ                       | Основні відомості                                                 | Дата обрання | Дата звільнення |
| ------------------------- | ----------------------------------------------------------------- | ------------ | --------------- |
| Ягодинець Андрій Петрович | Сільський голова, 1972 року народження, освіта, безпартійний      | 26.03.2006   | 31.10.2010      |
| Ягодинець Андрій Петрович | Сільський голова, 1972 року народження, освіта вища, безпартійний | 31.10.2010   |                 |

Примітка: таблиця складена за даними джерела

## Населення
Згідно з переписом УРСР 1989 року чисельність наявного населення сільської ради становила 1247 осіб, з яких 574 чоловіки та 673 жінки.
За переписом населення України 2001 року в сільській раді мешкали 1074 особи.

### Мова
Розподіл населення за рідною мовою за даними перепису 2001 року:
| Мова       | Відсоток |
| ---------- | -------- |
| українська | 99,08 %  |
| російська  | 0,83 %   |